# Eumunida debilistriata
Eumunida debilistriata is een tienpotigensoort uit de familie van de Eumunididae. De wetenschappelijke naam van de soort is voor het eerst geldig gepubliceerd in 1977 door Baba.